# SPEEDLAND -The Premium Best Re Tracks-
『SPEEDLAND -The Premium Best Re Tracks-』（スピードランド・ザ・プレミアム・ベスト・リ・トラックス）は、日本の女性歌手グループ、SPEEDのセルフカバーアルバムである。通称「SPEEDLAND」。

## 解説
- 2009年8月5日にSONIC GROOVEよりリリース。デビュー13周年を記念したアルバムであり、デビュー日である8月5日に重ねている。
- SPEED名義のアルバムとしてはライブアルバム『BEST HITS LIVE〜Save The Children SPEED LIVE 2003〜』以来約5年半ぶり、ベストアルバムは『SPEED THE MEMORIAL BEST 1335days Dear Friends』以来約9年半ぶりのリリースとなった。
- PVやスペシャル映像が収録された「DVD付き」と「CDのみ」の2形態で発売された。アルバムが多数形態で発売されるのは、この作品が初めてである。また、「CD＋DVD」には初回生産分のみ特製シグナル・ストラップが付いていた。
- 初回限定盤のみスリーブケース仕様。
- TSUTAYA各店舗での購入者にはスペシャルイベントへの応募券が封入されており、約3000人の中から200人が抽選で10月30日のトークイベントに招待された。
- デビューシングル「Body & Soul」から解散前ラストシングル「Long Way Home」までのシングル曲に加え、完全復活後初のシングル曲「あしたの空」、4thシングルのカップリング曲「熱帯夜」と3rdアルバムから「Snow Kiss」がそれぞれ1曲ずつ収録されている。
- 「あしたの空」以外の楽曲は全てデジロック風やハウス風（4thシングル「Wake Me Up!」にRAM RIDERが参加）などにリアレンジされ、歌い直しをしている。また「Wake Me Up!」とそのカップリング曲「熱帯夜」のPVは新たに撮影し、DVDに収録されている。
- メンバー自身からも提案を出し、「Starting Over」、「「おやすみ・・・・・」」、「One More Dream」も収録を希望したが却下された[1]。
- 着うたやPV、テレビ出演での曲のクレジットなどには、オリジナルのものと区別するために曲名の後に（Re Track）と記載されているものもある。
- オリコン週間ランキングでは初登場2位を記録した。SPEEDのアルバムでのTOP3入りは4作前のベストアルバム『SPEED THE MEMORIAL BEST 1335days Dear Friends 2』以来約9年半ぶりであった。
- このアルバムを持って、発売1ヵ月後の2009年9月5日から全国ツアー「FamilyMart presents SPEED LIVE 2009 -Welcome to SPEEDLAND-」を行い、このアルバム収録曲は全て披露された。
- 第51回日本レコード大賞「企画賞」受賞。

## 収録曲

### CD
1. Long Way Home
  - 作詞・作曲：伊秩弘将 / 編曲：Gajin

11thシングル。
2. あしたの空
  - 作詞・作曲：伊秩弘将 / 編曲：U-Key zone

15thシングル。この作品で初アルバム化となる。
3. Body & Soul
  - 作詞・作曲：伊秩弘将 / 編曲：水島康貴

デビューシングル。
4. STEADY
  - 作詞・作曲：伊秩弘将 / 編曲：水島康貴

2ndシングル。
5. Wake Me Up!
  - 作詞・作曲：伊秩弘将 / 編曲：RAM RIDER

4thシングル。
6. ALIVE
  - 作詞・作曲：伊秩弘将 / 編曲：水島康貴

7thシングル。
7. White Love
  - 作詞・作曲：伊秩弘将 / 編曲：水島康貴

5thシングル。
8. Snow Kiss
  - 作詞・作曲：伊秩弘将 / 編曲：佐久間誠

3rdアルバム『Carry On my way』に収録されている。完全復活後に日本テレビの「Music Lovers」に出演した際にアンコールで歌われた楽曲である。
編曲者の佐久間誠は、今井絵理子が出産後にellyとして歌手活動を再開したときから今井の楽曲にしばしば関わっている人物である。
9. Breakin' out to the morning
  - 作詞・作曲：伊秩弘将 / 編曲：佐久間誠

10thシングル。
10. 熱帯夜
  - 作詞・作曲：伊秩弘将 / 編曲：水島康貴

4thシングル「Wake Me Up!」のカップリング曲。両A面シングルではなかったがPVも制作された楽曲である。
11. ALL MY TRUE LOVE
  - 作詞・作曲：伊秩弘将 / 編曲：水島康貴

8thシングル。解散以降1音キーを下げて歌っていた曲でレコーディング時も当初はキーを下げて歌っていたが、オリジナルのキーで歌ってみたところ、メンバーが「何回も歌ってきて慣れていたため、高いほうが歌いやすい」と感じたため、最終的にオリジナルのキーで歌ったものが収録されている[2]。2009年7月19日放送の「Music Lovers」ではこのバージョンが初披露され、オリジナルのキーで披露されたのは2000年3月31日に「ミュージックステーション」で行った解散ライブの時以来約9年ぶりであった（2001年に発表したライブアルバム『SPEED MEMORIAL LIVE “One More Dream” + Remix!!!』収録のリミックスバージョンは、オリジナルのキーで収録されている）。
12. Precious Time
  - 作詞・作曲：伊秩弘将 / 編曲：水島康貴

9thシングル。
13. Go! Go! Heaven
  - 作詞・作曲：伊秩弘将 / 編曲：水島康貴

3rdシングル。
14. my graduation
  - 作詞・作曲：伊秩弘将 / 編曲：水島康貴

6thシングル。

### DVD
1. Wake Me Up!　music clip
2. 熱帯夜　music clip
3. あしたの空　music clip
4. Wake Me Up!　music clip making
5. SPEEDの「笑うヨガ講座」
6. 熱帯夜　music clip making
7. カメラマン絵理子の「スタジオ探訪」

## 収録アルバム・PV集
アルバム
- 『JAPANATION mixed by DJ KAYA』（CD#3）
- 『ジャパネイション 2nd FLOOR mixed by DJ KAYA』（CD#13）
- 『胸キュン90's 〜あの頃、わたしの恋の唄〜』（CD#3,#13）

PV集
- 『BIBLE -SPEED BEST CLIPS-』（DVD#1,#2）

## プロモーション活動

### テレビ出演
- Channel-a（2009年7月30日 - 8月5日放送、テレビ神奈川）
- MUSIC FAIR 21（2009年8月1日放送、フジテレビ）
- ミュージックステーション（2009年8月7日放送、テレビ朝日）
- とくばん（2009年8月16日放送、TBS）
- MUSIC JAPAN（2009年9月13日放送、NHK）

※音楽番組のみ

### ラジオ出演
- SHOO POWER REQUEST（2009年7月24日放送、FM OSAKA）
  - 「SHOO POWER REQUEST～SPEEDスペシャル～」と題し、約2時間半生出演した。
- 銀河に吠えろ!宇宙GメンTAKUYA（2009年7月31日放送、ニッポン放送）
- 上原多香子のクローストゥユー（2009年8月1日・8月8日・8月15日放送、TOKYO FM）
- SUPER TODAY FUJI（2009年8月3日 - 8月7日放送、FM-FUJI）
- RADIO SURPRISE!!（2009年8月4日放送、bay fm）
- Blue Ocean（2009年8月5日放送、TOKYO FM）
- ONCE（2009年8月5日放送、TOKYO FM）
- DIARY（2009年8月5日放送、TOKYO FM）
- Wonderful World（2009年8月5日放送、TOKYO FM）
- ディア・フレンズ（2009年8月7日放送、TOKYO FM）
- ミュージックヴィレッジ・ピープル（2009年8月24日放送、TOKYO FM）

## カタログ
- CD+DVD：AVCD-16186/B ￥3,990
- CDのみ：AVCD-16187 ￥3,059